# Clodomiro Picado Twight
Clodomiro Picado Twight, conosciuto come Clorito Picado (Jinotepe, 17 aprile 1887 – San José, 16 maggio 1944), è stato un biologo costaricano, riconosciuto internazionalmente per le sue ricerche e scoperte.
Pioniere nella ricerca su rettili e veleni, è stato uno dei precursori della scoperta della penicillina, utilizzata per la cura di pazienti ben tre decenni prima della registrazione ufficiale del brevetto da parte di Fleming.